# Aleš Luk
Aleš Luk (23 maggio 1981) è un ex calciatore sloveno, di ruolo portiere.